# دوغ باول (سلامة الغذاء)
الدكتور دوغلاس باول، (مواليد.29كانون الأول،1962, تورونتو) هو المدير العلمي لشبكة سلامة الغذاء الدوليّة (iFSN) في جامعة ولاية كنساس.هو يشرف على فريق بحث من 20 من الطّلاب الجامعيين، الطّلاب المتخرّجين ومساعدو البحث، ويحرّر القائمة البريدية الالكترونية اليومية للشبكة الدولية لسلامة الغذاء.
خدمة النقاش على الإنترنت نشرة أخبار باول اليومية، شبكة سلامة الغذاء، الشبكة الزراعية، شبكة الحيوان وشبكة الغذاء الوظيفية، أنشأت من خلال مختبره، لديه أكثر من 12.000 مشترك في 70 دولة.
قدّم باول محاضرة إيفان باركين في الاجتماع السنوي للجمعية الدولية لسلامة الغذاء عام 2000, مُنح شرف لمساهماته البارزة وتفانيه في مجال سلامة الغذاء.
لقد نشر 23 بحثاً في مجلّات استعراض النظير، و 6فصول كتاب استعراض النظير وكتاب عام 1997, «جنون البقر وحليب الأم».باول وشبكة سلامة الغذاء هم المصدر الرئيسي للحصول على معلومات سلامة الغذاء خلال التفشّي ويقتبس في أغلب الأحيان في تقارير وسائل الإعلام السّائدة.
بول كان المؤلّف الرئيسي للاعتبارات الزراعية والاستهلاكية ل BT والذرة الصفراء التقليديّة الّتي حصلت على جائزة الإبداع لأكثر بحث بارز في عام 2004 من مجلة الغذاء البريطانية حيث نشرت. وجدت الدراسة أنّ المستهلكين كانوا أكثر ميلاً لاختيار الذرة المعدلة وراثياً من الذرة الغير معدلة وراثياً. تمّ انتقادها لاحقاً بسبب الادعاءات بأنّ الذرة الغير معدلة وراثياً عليها علامة تسأل «هل تأكل ذرة صفراء مسوّسة؟»
بينما الذرة المعدلة وراثياً تمّ وصفها «ذرة صفراء ممتازة». أعطيت الدراسة لاحقاً «جائزة مختبر دعاية GM 2006». من قبل هيئة رقابة GM.